# Rosa (Marvel Comics)
La Rosa (Rose), il cui vero nome è Richard Fisk, è un personaggio dei fumetti creato da Tom DeFalco (testi) e Rick Leonardi (disegni), pubblicato dalla Marvel Comics. La sua prima apparizione è in Amazing Spider-Man n. 253 (giugno 1984). Successivamente la sua identità segreta è stata presa da altri personaggi.

## Biografia del personaggio

### Richard Fisk
La prima Rosa fu Richard Fisk, il figlio di Wilson Fisk (Kingpin). Divenne successivamente un vigilante stile Punitore, con il nome di Rosa Rossa.

### Sergente Blume
La seconda Rosa fu il Sergente Blume, un ufficiale di polizia che voleva vendetta contro Kingpin per la morte del fratello. È stato ucciso in un confronto con gli uomini di Richard Fisk dopo che aveva rapito la zia di Peter Parker (Spider-Man) e Mary Jane Watson.

### Jacob Conover
La terza Rosa fu Jacob Conover, un reporter del Daily Bugle, che prese l'identità come ringraziamento da parte del mafioso Don Fortunato per avergli salvato la vita anni prima. Ostacolato nelle sue attività criminali da Tarantula Nera, Conover fu fermato e messo in prigione da Spider-Man.

### Phillip Hayes
La quarta Rosa fu il dottor Phillip Hayes. Prese la maschera della Rosa dopo aver perso tutti i fondi nella ricerca genetica che generò la nascita dell'eroina Jackpot.